# Trombone Attraction
Trombone Attraction ist ein 2006 gegründetes Posaunenquartett aus Österreich. Es besteht aus den vier Posaunisten Stefan Obmann, Christian Poitinger, Martin Riener und Raphael Stieger.

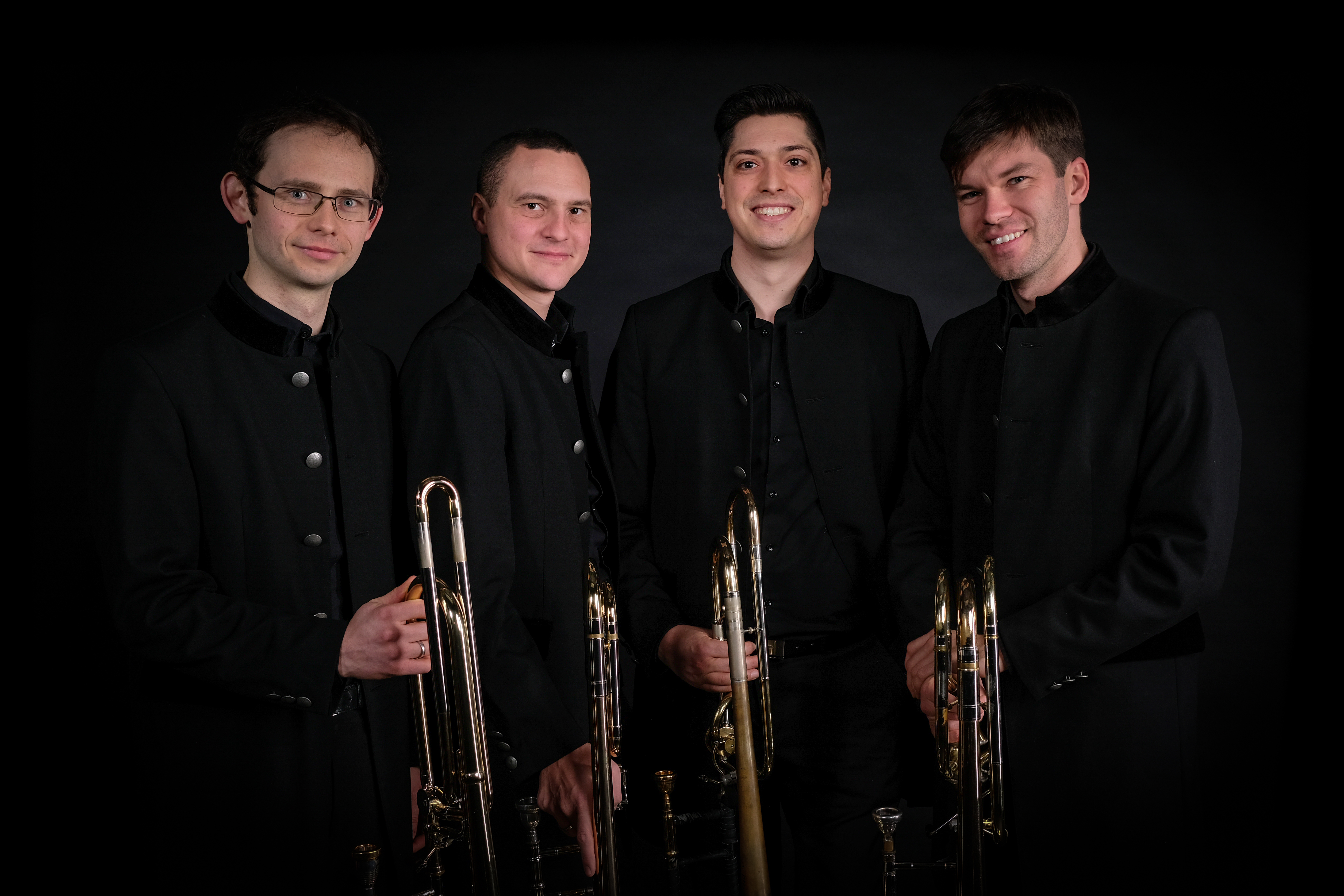
Trombone Attraction (2019)

## Wirken
Das Quartett wurde 2006 gegründet, 2008 gewann das Ensemble den internationalen Wettbewerb für Blechbläser-Ensembles in Passau. Im selben Jahr erschien die erste CD Zug um Zug beim österreichischen Label Preiser Records, auf die 2010 die zweite CD All Directions und 2015 die dritte CD Gezeichnet folgte.
Trombone Attraction hatte zahlreiche Auftritte im In- und Ausland, Konzertreisen führte das Ensemble u. a. nach Deutschland, Frankreich, Griechenland, Italien, Polen und Ungarn. Sie waren bei Festivals wie dem Stresa Music Festival (Italien), dem Festival Cuivres en Dombes (Frankreich) oder dem Heidelberger Frühling (Deutschland) zu Gast und konzertierten im Wiener Konzerthaus und Wiener Musikverein.
Gemeinsam mit der Musikvermittlerin Berenike Heidecker-Nusser hat Trombone Attraction Programme für Kinder konzipiert, bei denen die Musiker auch szenisch auftreten. Auch bei den Abendprogrammen gibt es dramaturgische Elemente und komödiantische Einlagen, die gemeinsam mit dem Choreograph und Regisseur Ferdinando Chefalo erarbeitet wurden.
Das Posaunenquartett Trombone Attraction spielt Musik unterschiedlichster Genres, von Barockmusik, Arrangements der Klassik, Jazz und Popularmusik bis hin zu Originalkompositionen zeitgenössischer Musik.

## Tonträger
- Zug um Zug (Preiser Records, 2008)[3]
- All Directions (Preiser Records, 2010)[14]
- Gezeichnet (Preiser Records, 2015)[3]
- Finally! The Christmas Album. (Preiser Records, 2022)[15]